# Augustin Rösch
Augustin Rösch SJ (* 11. Mai 1893 in Schwandorf; † 7. November 1961 in München), Provinzial, war ein deutscher Jesuitenpater, der im Widerstand gegen die Nationalsozialisten aktiv war. Rösch war beim Kreisauer Kreis aktiv, hatte Verbindungen zu den Attentätern des 20. Juli 1944 und Kontakte zum katholischen Widerstand.

## Leben

### Jugend
Augustin Röschs Vater Philipp Rösch (1859–1915) war Oberlokomotivführer, die Mutter Franziska, geb. Auböck, war die Tochter eines Brauereibesitzers im oberösterreichischen Vöcklamarkt,. Er wuchs als Zweites unter sieben Kindern zunächst in Schwandorf, Oberpfalz auf und besuchte die dortige Volksschule. 1900 übersiedelte die Familie wegen der weiterführenden Schulen nach Rosenheim, Oberbayern. Von 1903 an war er ein Schüler des Königlich Humanistischen Gymnasiums in Rosenheim. 1908 verlor die Familie durch eine vom Vater übernommene Bürgschaft das gesamte, auch von der Mutter mitgebrachte Vermögen. Weil er Priester werden wollte und kein Geld für die weitere Schulbildung vorhanden war, fand er Aufnahme im Erzbischöflichen Knabenseminar in Freising. 1912 erfolgte das Abitur.

### Eintritt in das Noviziat der Jesuiten
Im August 1911 hatte Rösch an Exerzitien im Noviziatshaus der Jesuiten in Tisis bei Feldkirch/Vorarlberg teilgenommen. Nach einem Gespräch mit dem Novizenmeister des Feldkircher Jesuiteninternats Stella Matutina, Paul de Chastonay stand für ihn fest, Jesuit werden zu wollen. Bald nach dem Abitur, am 14. September 1912 trat er in Feldkirch in das zweijährige Noviziat der Jesuiten ein. Es sei eine „gnadenreiche, aber auch opfervolle Zeit“ gewesen. „Im ganzen ein schweres Noviziat; der Föhn setzte mir sehr stark zu“.

### Dienst im Ersten Weltkrieg
Zu Kriegsbeginn mussten die zehn Novizen des Tisiser Noviziats zur Musterung antreten. Während neun von ihnen dem Sanitätsdienst zugeteilt wurden, bat Augustin Rösch um Aufnahme in eine Kavallerieeinheit. Am 26. September erhielt er den Gestellungsbefehl, allerdings zur Infanterie. Am 1. Oktober 1914 rückte Frater Augustin Rösch S.J. in Lindau beim III. Ersatzbataillon des Königlich Bayerischen 20. Infanterie-Regiments „Prinz Franz“ein. Im Januar 1915 kam er an der Somme zum ersten Fronteinsatz. Wegen Tapferkeit vor dem Feind wurde er am 11. Mai 1915 zum Gefreiten, am 15. August 1915 zum Unteroffizier befördert. Am 29. und am 30. Oktober 1915 wurde er beim Sturm auf die Vimy-Höhen bei Arras zweimal verwundet und mit dem EK II ausgezeichnet. Während der Genesung in einem Regensburger Lazarett konnte er am 3. Dezember 1915 seine ersten Ordensgelübde ablegen. Nach Rückkehr zum Bataillon erhielt er im März 1916 die Beförderung zum Offiziersstellvertreter, im März 1917 zum Offizier. Am 31. August 1916 wurde er vor Verdun mit dem EK I und dem Bayerischen Militär-Verdienstorden ausgezeichnet; für die gefahrvolle, freiwillige Bergung von Verwundeten vor Verdun, Höhe 304.erhielt er das Tapferkeitsdiplom einer badischen Infanteriedivision. Im September 1917 wurde Rösch zum berühmten Sturmbataillon Rohr an die Verdunfront abkommandiert. Zu dieser Zeit erkrankte er schwer an Typhus. Nach Lazarettaufenthalt in Passau kam er am 16. August 1918 wieder an die Flandernfront. Am 28. September erlitt er bei Langemarck seine dritte Verwundung. Nach dem Waffenstillstand hielt er seine Truppe zusammen und ritt ihr über die Reichsgrenze voraus. Am 20. Dezember 1918 wurde der Oberleutnant d. R. Augustin Rösch in Passau demobilisiert.

### Im Jesuitenorden: Generalpräfekt – Rektor – Provinzial – Landescaritasdirektor – Mitglied des bayerischen Senats
Im Januar 1919 konnte Rösch die Jesuitenausbildung fortsetzen, zunächst bis Juni 1921 an der Ordenshochschule Ignatiuskolleg in Valkenburg / Niederlande mit dem Studium der scholastischen Philosophie. Es folgte bis Herbst 1923 das sogenannte Interstiz, die Zeit als Erzieher und Präfekt in der Internatsschule Stella Matutina in Feldkirch. Danach studierte er wiederum in Valkenburg bis Dezember 1927 Theologie. Für das bestandene Abschlussexamen verlieh ihm der Jesuitengeneral Jean Baptiste Janssens am 29. Oktober 1951 im Nachgang den Römischen Doktortitel der Theologie.
Am 27. August 1925 wurde Roesch in Valkenburg durch den Roermonder Bischof Laurentius Schrijnen zum Priester geweiht. Von 1927 bis 1928 absolvierte er in Zürich an der Seite des Studentenseelsorgers Rudolf Walter von Moos SJ das Tertiat, die dritte und letzte Prüfungszeit vor der endgültigen Aufnahme in den Orden. Wegen seiner im Orden bekannten Autorität und Führungsstärke übertrug man ihm danach die Aufgabe des Generalpräfekten im Internat Stella Matutina. Er war damit verantwortlicher Erzieher von 500 Jungen und Vorgesetzter der Präfekten, darunter Alfred Delp SJ und Lothar König SJ. Am 25. März 1934 wurde er zum Rektor des Internats ernannt.
Am 5. August 1935 wurde Augustin Rösch vom P. General des Ordens zum Provinzial der Oberdeutschen Provinz mit Sitz in München berufen. Zu dieser Zeit gehörten 605 Jesuiten zur oberdeutschen Ordensprovinz, 268 Patres, 188 Brüder (Fratres) und 149 Novizen. In seiner Verantwortung standen u. a. zwei Jeuiteninternate, Stella Matutina in Feldkirch und Kolleg St. Blasien, das Berchmannskolleg in Pullach für die Novizenausbildung, das Schriftstellerhaus in München (Stimmen der Zeit) sowie Missionsstationen in Brasilien und Indien.
Nach seiner Rückkehr nach München aus der Berliner Gestapohaft war Augustin Rösch zunächst in der Seelsorge tätig. Am 1. Dezember 1946 wurde er Mitglied des Bayerischen Senats, am 1. März 1947 Landescaritasdirektor von Bayern. In seiner Amtszeit als Caritasdirektor wurden 373 neue Caritaseinrichtungen erbaut mit 32.000 Betten und 404 neue Kindergärten errichtet mit 30.000 Plätzen; die Zahl der offenen Einrichtungen erhöhte sich von 3.270 auf 5.360. Er war Vorsitzender der Arbeitsgemeinschaft der Spitzenverbände der freien Wohlfahrtspflege, Mitglied des Zentralvorstandes des Deutschen Caritasverbandes und Leiter des Kirchlichen Suchdienstes.

### Widerstand gegen den Nationalsozialismus
„Er ist der stärkste Mann des Katholizismus in Deutschland“

Zur Zeit des Amtsantritt als Provinzial im August 1934 erließ die Politische Polizei in München einen „Geheimbefehl zur Abwehr der Jesuiten und Überwachung des Katholischen Schrifttums“.  „Die Jesuiten versuchen in Bayern eine Tätigkeit zu entfalten, die planmäßig und weitausholend auf die Unterwühlung des Dritten Reiches und die Verächtlichmachung seiner Führer gerichtet ist. In scheinwissenschaftlichen Vorträgen aller Art werden die weltanschaulichen Grundlagen des Nationalsozialismus einer äußerst gehässigen Kritik unterzogen, die nichts weiter ist als eine mehr oder weniger versteckte Hetze.“ Als Konsequenz daraus ergab sich: Öffentliche Vorträge der Jesuiten seien mit allen Mitteln zu unterbinden; geschlossene Vorträge seien zu überwachen, dem Staat abträgliche Äußerungen unnachsichtig mit Schutzhaft zu ahnden. Über das Auftreten von Jesuiten sei sofort zu berichten.

#### Unterstützung von Pater Rupert Mayer SJ
Rupert Mayer SJ verurteilte von der Kanzel der Michaelskirche herab die Schließung katholischer Schulen und die Diffamierung religiöser Orden, worauf er am 28. Mai 1937 von der Gestapo öffentliches Redeverbot erhielt. Augustin Rösch als Provinzial gab ihm die Weisung, sich nicht an das Redeverbot zu halten. Bei einem nachfolgenden Konsult im Provinzialhaus hatte er auf mögliche Folgen verwiesen: "Es kann die Auflösung der deutschen Provinzen kosten". Josef Kreitmaier SJ habe geantwortet: "Es ist unsere Aufgabe als Orden, diesen Kampf, in den wir nun hineingestellt worden sind, aufzunehmen und für die Rechte der Kirche durchzukämpfen, was immer die Folgen sein werden". Die Beteiligten billigten die Weisung im Nachhinein. Am selben Tag, dem 28. Mai 1937 schrieb Rösch an den Münchner Kardinal Faulhaber, schilderte den Vorgang und bat um Billigung seiner eigenen Teilnahme an Rupert Maiers nächster Predigt. Sie fand zwei Tage später am 30. Mai 1937 in Münsing in Anwesenheit des Ordensoberen statt.

#### Im Kreisauer Kreis
Anfang Oktober 1941 traf Augustin Rösch in Berlin Karl Ludwig Freiherrn von Guttenberg, der ihn mit Helmuth James Graf Moltke in dessen Berliner Haus in der Derfflingerstraße 9 bekanntmachte. Ein zweites Treffen gab es am 8. März 1942, als von Moltke in der Münchner Jesuitenkirche St. Michael an einem feierlichen Hochamt teilnahm. Bei dieser Gelegenheit stellte Rösch dem Besucher Alfred Delp SJ vor. Delp hatte auf Einladung Röschs im Oktober 1941 an der Männerseelsorgekonferenz in Fulda teilgenommen und ein vielfach beachtetes Referat ("Das Vertrauen in die Kirche") gehalten. In der Folge nahm Rösch am 22.-25. Mai 1942 zu Pfingsten am Ersten Treffen des Kreisauer Kreises teil. Themen waren Kirche und Staat, christliche Schule und Hochschule, öffentliches christliches Leben und das Konkordat. An den beiden weiteren Treffen des Kreises in Kreisau war Alfred Delp in Vertretung Röschs zugegen, während Lothar König SJ als Kurier zwischen München und Berlin die Kommunikation offenhielt. An den drei Treffen des Kreises in Delps Pfarrstelle St. Georg, München-Bogenhausen, nahmen alle drei Jesuiten teil. Sie bildeten den „Münchner Zweig des Kreisauer Kreises“, wie es die Kaltenbrunner Berichte in der Folge des Attentats vom 20. Juli 1944 festhielten. Rösch lehnte ein Attentat entschieden ab und verbot im Sommer 1943 seinen Mitbrüdern die Weiterarbeit an den Aufbauplänen für einen neuen Staat. Helmuth James Graf Moltke allerdings zählte die Patres Delp und König zu den Attentatsbefürwortern.

#### Im Ausschuss für Ordensangelegenheiten
Lothar König SJ (im Auftrag Röschs) und der Dominikanerpater Odilo Braun setzten, unterstützt von Papst Pius XII., am 9. August 1941 beim Vorsitzenden der Fuldaer Bischofskonferenz, dem ambivalent zaudernden Breslauer Kardinal Adolf Bertram, in einer Audienz die Anerkennung eines Ausschusses für Ordensangelegenheiten der Bischofskonferenz durch. Ihm gehörten die ordensleitenden Patres Augustin Rösch und Laurentius Siemer OP (Dominikaner) an. Weitere Mitglieder waren der Jurist Georg Angermaier als Vertreter der Laien sowie fünf Diözesanbischöfe der Fuldaer Bischofskonferenz: Konrad Kardinal von Preysing (München), Erzbischof Wilhelm Berning (Osnabrück), Erzbischof Conrad Gröber (Freiburg), Bischof Johann Baptist Dietz (Fulda) und Bischof Landersdorfer (Passau). Der Ausschuss wurde zur Schaltstelle und zentralen Kommunikationsplattform des Widerstandes der beiden Orden.

#### Verhaftung und Inhaftierung im Zellengefängnis Lehrter Straße
Nach dem Attentat des 20. Juli 1944 tauchte er unter und versteckte sich zuerst in Kloster Moosen, dann bei einer Bauernfamilie in Hofgiebing. Nach der Entdeckung durch die Gestapo wurde Rösch am 11. Januar 1945 verhaftet. Der Bauer Wolfgang Meier, der ihn untergebracht hatte, wurde – ebenso wie zwei seiner Söhne – ins KZ Dachau verschleppt. Rösch selbst kam im Berliner Zellengefängnis Lehrter Straße in Haft und wurde dort schwer misshandelt. Kurz vor der Erstürmung Berlins durch die Rote Armee wurde er am 25. April 1945 freigelassen.
Röschs Bericht über seine Gestapohaft ist ein seltenes Dokument über die Verhältnisse in der Gestapohaft nach dem 20. Juli 1944. Der Bericht wird deshalb auszugsweise hier wiedergegeben:
Am 11. Januar wurde ich verhaftet. Man hatte mich ausfindig gemacht. Es waren 24 Gestapoleute unter Führung eines Berliner SS-Führers (SS-Untersturmführer Steffens) aufgeboten worden. Ich wurde mit drei Pistolen bedroht und mir sofort erklärt, dass ich unter allen Umständen hingerichtet würde, mit oder ohne Verhandlung. Man wollte sofort Namen wissen, die ich grundsätzlich verweigerte. Dafür wurde ich schon bei dieser Verhaftung sehr schwer geschlagen. Am Abend wurde ich an einen der beiden Priester [Ortspfarrer von Obernau, Johann Bapt. Neumaier (1877–1963) und Direktor Franz Stadler, München (1899-1977)] gefesselt nach Dachau gebracht, dort in einen Spezialbunker gebracht, am anderen Tag geschoren, eingekleidet usw., am Nachmittag angeblich wieder entlassen, aber bei der „Entlassung“ sofort wieder gefesselt, um so nach Berlin zum Reichssicherheitshauptamt gebracht zu werden mit einem Mitbruder von uns, Bruder Paul Moser (1906–?), und den beiden Priestern.

Am 13. Januar kamen wir in Berlin an. Bei der Abfahrt in Bayern (Bahnhof Pasing) sagte der Steffens zu mir: „So, jetzt können Sie Ihrem Bayernland einen letzten Gruß sagen.“ Am Anhalter Bahnhof wurden wir aneinandergefesselt in die Bahnhofswache gebracht. Wir Priester gaben uns noch einmal die Absolution. „Wir werden hier sterben“, flüsterte mein Begleiter, der alte Pfarrer mir zu. „Sie nicht, Hochwürden, Sie kommen wieder heim. Aber ich nicht mehr.“ Um uns sahen wir die Typen vom Reichssicherheitshauptamt, voll Verachtung und noch mehr Wut in ihren Blicken. Dem Mann, der uns gefangen hatte, wünschten sie viel Glück, besonders zu seiner Beförderung. Er soll auch viel Geld erhalten haben. Ich vergesse nie, wie er lächelte, wie ein Jäger, der viel Wild erlegt hat. Er telefonierte an sein Amt IV A4a, wie er verlangte. Er habe uns in Berlin, wohin mit uns? Wir erfuhren es bald. Wir wurden zu Autos gebracht und Richtung Moabit in das Zellengefängnis Lehrter Straße, nahe beim Lehrter Bahnhof gefahren. [...]

„Welche Zelle bekommt er?“, fragte mein Jäger. „Nr. 547.“ „Gut, dann muss er gefesselt werden, Tag und Nacht.“ Gefesselt waren die zum Tode Verurteilten und die sicher zum Tode verurteilt werden sollten. Es waren die berühmten Achter-Fesseln, die über beide Handgelenke, die Handinnenflächen gegeneinander gerichtet, gelegt wurden, so dass man nur die Fingerspitzen etwas mehr bewegen konnte. [...] Ein Posten führt mich in die Zelle, bei uns gab es nur Einzelzellen. Die Priester waren ungemein gehasst, am allermeisten und allerbittersten die Jesuiten. P. Odilo Braun OP war schon seit Oktober gefangen, wurde am 12. Februar frei, zwei Tage darauf Bruder Moser und Direktor Stadler, am 15. Februar auch noch Pfarrer Neumaier. Ich war darüber natürlich sehr froh.

## Ehrungen
- 1953: Großes Verdienstkreuz der Bundesrepublik Deutschland
- Am 3. Juli 1959 wurde ihm der Bayerische Verdienstorden verliehen.
- Ehrenmitglied der katholischen Studentenverbindung KStV Ottonia München
- Die Pater-Augustin-Rösch-Straße in Pullach im Isartal und die Augustin-Rösch-Straße im Münchner Stadtbezirk Feldmoching-Hasenbergl sind nach ihm benannt.[25]